# Megachoriolaus texanus
Megachoriolaus texanus là một loài bọ cánh cứng trong họ Cerambycidae.